# Utterslev-Herredskirke-Løjtofte Sogn
Utterslev-Herredskirke-Løjtofte Sogn er et sogn i Lolland Vestre Provsti (Lolland-Falsters Stift). Sognet blev dannet 1. august 2016 ved sammenlægning af Utterslev Sogn, Herredskirke Sogn og Løjtofte Sogn.
Alle 3 sogne hørte til Lollands Nørre Herred i Maribo Amt. De to sognekommuner Utterslev og Herredskirke-Løjtofte Sogn blev ved kommunalreformen i 1970 indlemmet i Ravnsborg Kommune, der ved strukturreformen i 2007 indgik i Lolland Kommune.
I Utterslev-Herredskirke-Løjtofte Sogn ligger Utterslev Kirke, Herredskirke Kirke og Lille Løjtofte Kirke.